# غاري بورتون
غاري بورتون (بالإنجليزية: Gary Burton)‏ هو معلم موسيقى ومحاضر وملحن أمريكي، ولد في 23 يناير 1943 في مدينة اندرسون في الولايات المتحدة.

## وصلات خارجية
- الموقع الرسمي
- غاري بورتون على موقع IMDb (الإنجليزية)
- غاري بورتون على موقع ميوزك برينز (الإنجليزية)
- غاري بورتون على موقع إن إن دي بي (الإنجليزية)
- غاري بورتون على موقع أول ميوزيك (الإنجليزية)
- غاري بورتون على موقع ديسكوغز (الإنجليزية)